# Haus der Jugend (Hilden)
In Hilden gegenüber dem Hagelkreuz an der Kreuzung Klotzstraße-Schulstraße steht seit 1939 das Haus der Jugend. Das Haus in der Schulstraße 44 wurde am 20. April 1990 unter der Nr. 45 in die Liste der Baudenkmäler aufgenommen. Heute wird das Haus als eine Einrichtung kommunaler Jugend- und Sozialarbeit vielfältig genutzt.

## Vorgeschichte
Fritz Hennemann betrieb in den 1920er Jahren in der Schulstraße eine Schrotthandlung. In der Schulstraße hatte die Witwe des Schrotthändlers Fritz Hennemann den Mietvertrag für das städtische Haus Schulstraße 52 sowie den angrenzenden Lagerplatz, Schuppen und Stallungen am 16. September 1924 gekündigt. Die dort gestandenen Gebäude gingen damit in das Eigentum der Stadt über. Die Stadt ließ in das Haus zunächst Mieter einziehen. Um Platz für einen Neubau eines Jugendheimes zu schaffen, kündigte die Stadt nach zwölf Jahren die Mietverträge. Das Haus Schulstraße 52, die danebenstehende Baracke sowie das alleinstehende Schulnebengebäude wurden abgerissen.
Nach dem Beschluss des Rates vom 5. Juli 1937 sollte alles, was nach dem Abriss der Häuser noch verwendbar schien, als Material für den Neubau dienen. Schon 1937 hatte der Rat der Stadt Hilden in einer nichtöffentlichen Sitzung den Bau eines „Hitlerjugend (HJ)-Heim“ auf dem städtischen Grundstück zwischen Klotz- und Schulstraße beschlossen.
Das „Haus der Jugend“ wurde von den Architekten Helmut Hentrich und Hans Heuser entworfen. Es ist im Stil der Heimatschutzarchitektur errichtet.
Ziel war es, in beide Flügel durch die zahlreichen Sprossenfenster viel Licht in die Räume fluten zu lassen. Anlässlich des 50. Geburtstages Adolf Hitlers am 20. April 1939 wurde das „Haus der Jugend“ als „Hitlerjugend (HJ)-Heim“ von Bürgermeister Walter Schomburg und NS-Ortsgruppenleiter Heinrich Thiele eingeweiht.

## Nachkriegszeit
Nachdem das Haus den Zweiten Weltkrieg ohne Schaden überstand, wurde es 1945 von alliierten Truppen beschlagnahmt.
1946 wohnten und übten hier angehende Feuerwehrleute der Feuerwehrschule der Rheinprovinz für zehn Monate. Der dazu gehörende Schlauchturm lag auf dem Gelände des Gaswerkes an der Straße „Am Feuerwehrhaus“, wo sich heute die Stadtwerke Hilden befinden. Nachdem im Dezember 1946 die neue Feuerwehrschule in Warendorf eingeweiht wurde, zog die Feuerwehrschule von Hilden dorthin um. Nach der Feuerwehrschule bewohnten Flüchtlinge zwei Jahre lang von 1946 bis 1948 die Unterkunft. Der Hildener Ortsverein des Deutschen Jugendherbergswerks eröffnete am 18. Juli 1948 im Erdgeschoss des Hauses eine Jugendherberge. Nach Instandsetzungsarbeiten wurde die Jugendherberge im Juli 1956 eröffnet. Die Stadt Hilden übernahm im Oktober 1958 die Trägerschaft. Da es im Umkreis in Haan, Langenfeld (Rheinland) und Solingen-Ohligs weitere Jugendherbergen gab, nahmen die Übernachtungszahlen kontinuierlich ab und das Deutsche Jugendherbergswerk (DJH) stellte schließlich den Betrieb ein.

## Nutzung ab 1962

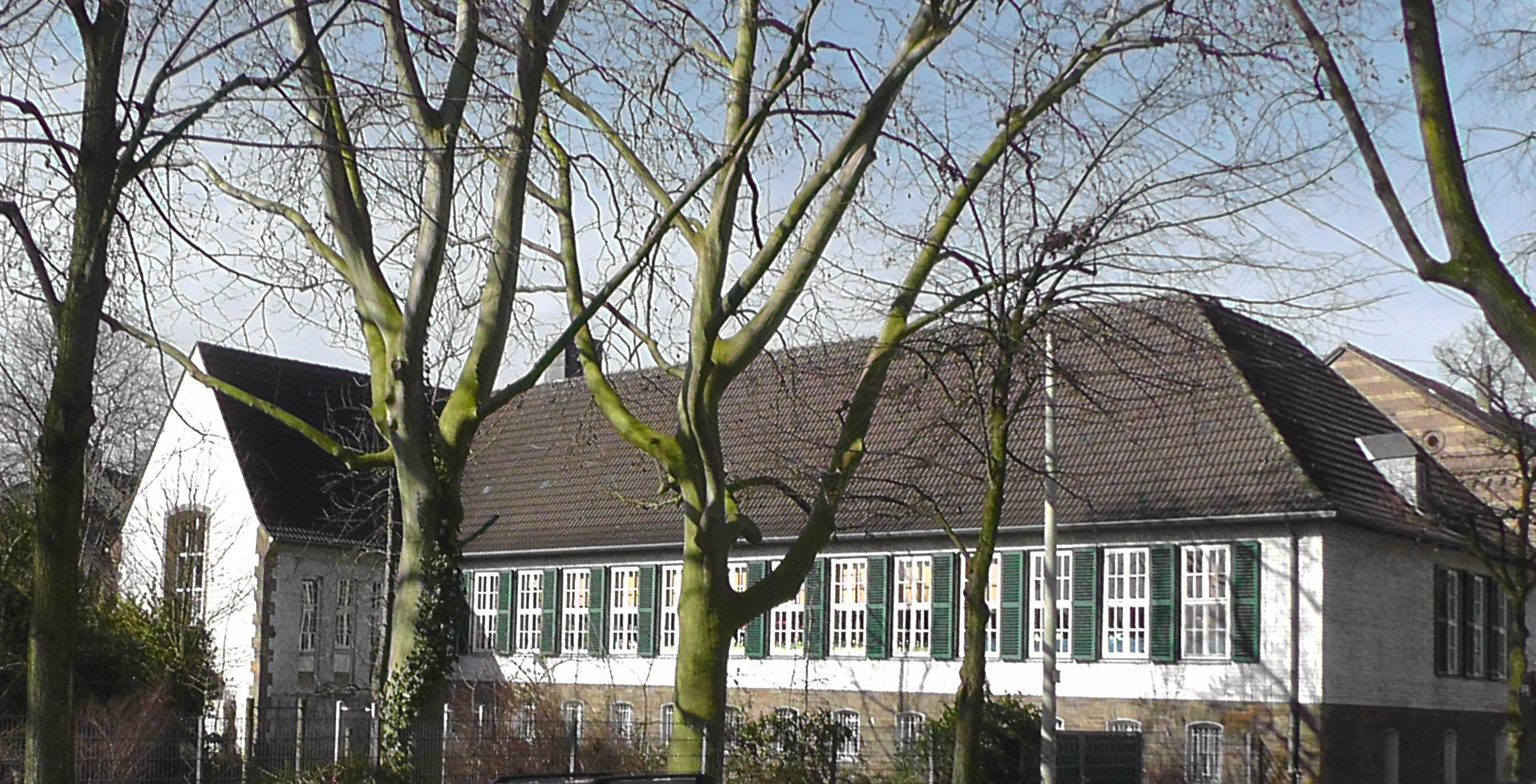
Haus der Jugend (ehemals Jugendheim), 2012

Ab 1962 wurden die Räume im „Haus der Jugend“ von der Volkshochschule, den Pfadfindern und Vereinen genutzt. Es wurde von der Stadt Hilden vom Stadtjugendamt und Stadtjugendring verwaltet. In den 1970er Jahren gestalteten Junge Menschen während der Stadtranderholung im „Haus der Jugend“ eine Fototapete. In seinem Hof spielten sie Sommertheater. Im Mai 1974 forderten Schüler und Lehrlinge in einem offenen Brief in der Rheinischen Post ein „Selbstverwaltetes Jugendzentrum“ als Treff für die nicht in Vereinen organisierten Hildener Jugendlichen. Der Jugendtreff im Haus der Jugend existierte von 1979 bis 1983. Das Stadtjugendamt und der Stadtjugendring veranstalteten hier die Spielemärkte von 1985 bis 1989.
Die Hildener Ortsgruppe der Pfadfinder Europa-Scouts wurde 1965 von Otmar Spröckel und Erich Bollenbeck gegründet. Im „Haus der Jugend“ ist ihr Gruppenraum im ersten Obergeschoss im Westflügel, in dem sich die über Sechzehnjährigen jeden Dienstag treffen.

## Heutige Nutzung

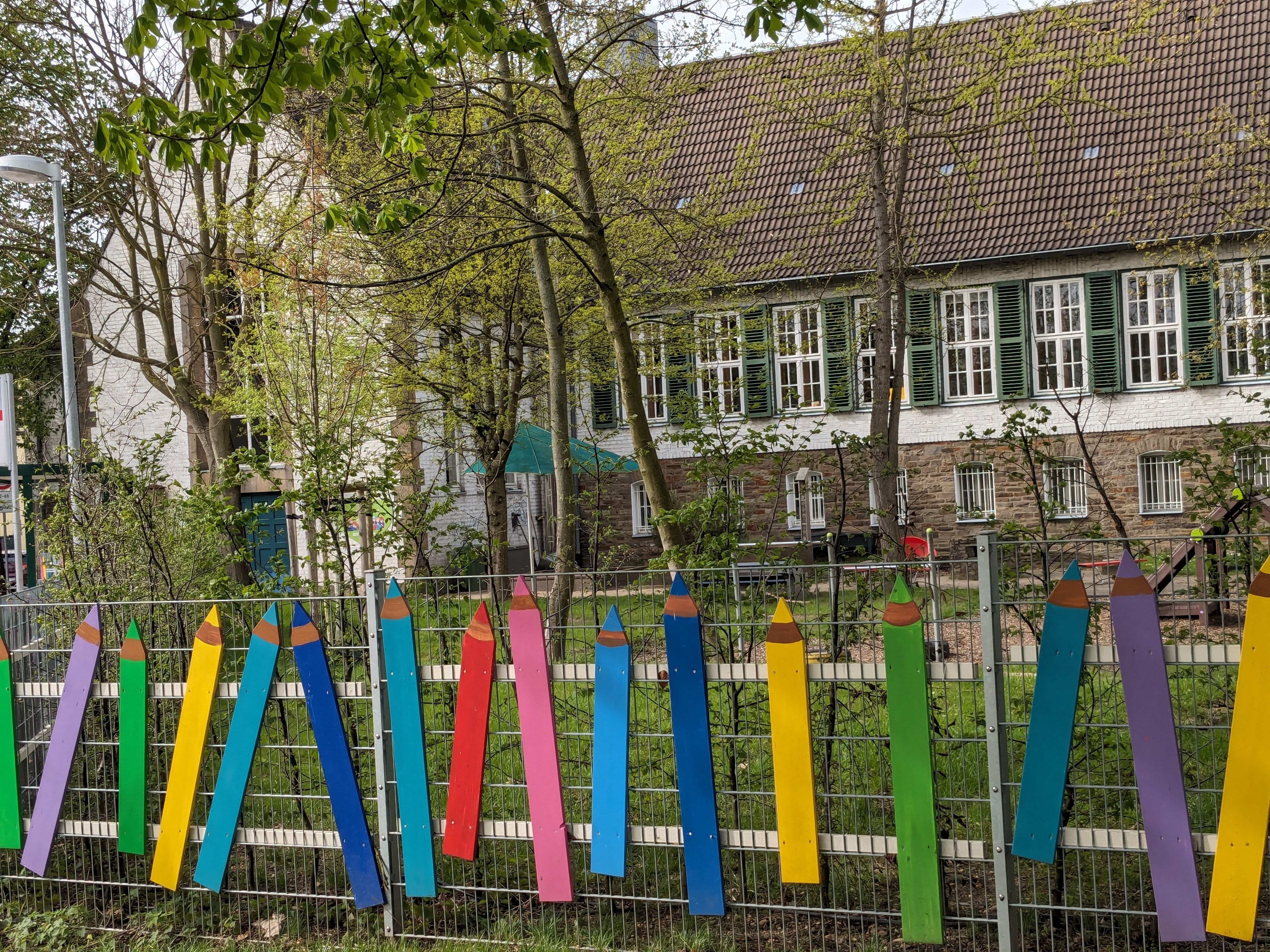
Hilden, Schulstraße 44, Haus der Jugend, 2024

### Erdgeschoss
Kindertagesstätte Mäusenest
Im Erdgeschoss-Westflügel werden 50 Kinder in der Städtischen Kindertageseinrichtung „Mäusenest“ im Alter von 3 Jahren bis zur Einschulung betreut und mit Mittagessen versorgt.
Die Kinder spielen in zwei großen Gruppenräumen, an die jeweils ein Nebenraum anschließt. Zusätzlich werden ein Turnraum, eine Küche und zwei kindgerechte Bäder genutzt. Als Spielplatz kann der Schulhof des Grundschulverbandes oder ein anliegendes Gartengelände benutzt werden.
Offene Ganztagsschule (OGS), Erdgeschoss
Im Erdgeschoss-Ostflügel stehen die Küche und die zwei Speiseräume der Offenen Ganztagsschule (OGS) am Grundschulverbund Schulstraße den Kindern für ihr leibliches Wohl zur Verfügung.

### Erstes Obergeschoss
Offene Ganztagsschule (OGS), Obergeschoss
Im 1. Obergeschoss Ostflügel sind die drei Betreuungsräume der Offenen Ganztagsschule (OGS) am Grundschulverbund Schulstraße eingerichtet.
Kinderschutzbund, Hand in Hand, Flüchtlingsbetreuung, Pfadfinder
Im ersten Obergeschoss-Westflügel, im sogenannten Vereinsflügel, bietet der Kinderschutzbund -Ortsverband Hilden / Haan Beratung an. Auch werden Babys und Kleinkinder betreut. Flüchtlinge bekommen Hilfestellung.
Auf dem Stockwerk liegen auch die drei Räume des offenen Kleiderschranks, die Hausaufgabenbetreuung „Hand in Hand“ und der Gruppenraum der Pfadfinder Europa-Scouts.